# Joškar-Ola
Joškar-Ola (Marijsko in rusko Йошкар-Ола) je glavno mesto republike Marij El v Rusiji. Joškar-Ola pomeni v marijščini »rdeče mesto« in se je predhodno imenovalo Careovokokšajsk (Царевококшайск) do leta 1919, Krasnokokšajsk (Краснококшайск) med letoma 1919 in 1927, oboje po reki Malaja Kokšaga in Čarla (Чарла) za Marijce.
Leta 2010 je imelo mesto 248.782 prebivalcev.
V bližini mesta je nastanjena 4. kijevsko-žitomirska raketna divizija 27. gardne raketne armade Strateških raketnih sil Ruske federacije.

## Zgodovina
Joškar-Ola je bil ustanovljen kot vojaška trdnjava leta 1584 po ruski osvojitvi regije Mari.
V sovjetskem in zlasti v času po drugi svetovni vojni je bilo mesto regionalni industrijski in transportni center in je zraslo na trenutno velikost.
Razpad ZSSR je umaknil podporo za državna podjetja in je vodil v zaprtje proizvajalne dejavnosti na tem območju. Večina mestne ekonomske dejavnosti je bilo povezanih s trgovci, ki so prevažali (pogosto ponarejene) dobrine iz živahnih trgov Moskve na bazarje Joškar-Ole. Oster padec v življenjskem standardu je vodil v odseljevanje specializiranih profesionalcev v večja mesta v Rusiji.

## Podnebje
Podnebje je zelo podobno tistemu v Nižnem Novgorodu ali Kirovu. Mesto leži v toplem-poletno vlažnem celinskem podnebju (Köppen: Dfb). Zima so dolge in mrzle z veliko snega in povprečne januarske temperature so med −10 in −15 °C, rekord pa je −47.3 °C. Po drugi strani uživa mesto zelo topla poletja, ki jih kvarijo le občasni, kratki intervali soparnih ali vlažnih pogojev. Najbolj vroč mesec je julij, povprečna temperatura je +25 °C, temperature pa lahko ostanejo v bližini +35 °C po več tednov.